# Apothéose de Palerme
L'Apothéose de Palerme (en italien Apoteosi di Palermo) de Vito d'Anna est une fresque, réalisée en 1760 pour la salle de bal de Palazzo Isnello à Palerme.
L'œuvre contient une des sept images monumentales existantes du Génie de Palerme, numen protecteur de la ville sicilienne.

## Description
La fresque est une allégorie représentant l'apothéose de la ville de Palerme, personnifiée par le Génie de Palerme, qui est entouré par des figures mythologiques et les figures allégoriques de la Fama, de la Justice, de l'Abondance.
La peinture, signée et datée 1760 par Vito d'Anna, est au piano nobile du Palais Isnello, sur la voûte de la salle de bal.

### Sources
- (it) Cet article est partiellement ou en totalité issu de l’article de Wikipédia en italien intitulé « Apoteosi di Palermo » (voir la liste des auteurs).